# Ланча 3Ро
Ланча 3Ро е серия италиански камиони, произвеждани от италианския производител Ланча.

## История
Моделът е наследник на първата серия Ланча Ро, която е пряк наследник на серията Ланча Джота. Машината е един от първите камиони, ксоито започва да бъде използван често в далечните превози и строителствотго. Камионът е използван при нахлувавето на фашиска Италия в Северна Африка.

## Технически характеристики
Ланча 3Ро е снабден с петцилиндров бензинов двигател с мощност 93 конски сили.